# Фернандо Коуто
Фернандо Мануел Силва Коуто (португ. произношение: [fɨɾˈnɐ̃du ˈko(w)tu], на португалски се изговаря най-близко до Фирна̀нду Ко̀уту) е бивш португалски футболист, централен защитник и бивш капитан на португалския национален отбор.
По време на 21-годишната си активна състезателна кариера носи екипите на едни от най-добрите отбори в Португалия, Испания и Италия (12 сезона само в Калчото), записвайки близо 600 официални срещи. Печели „дубъл“ във всяко първенство, както и три трофея от Европейските клубни турнири.
На международно ниво защитава цветовете на националния отбор на едно световно, както и на три европейски първенства. Със своите 110 мача за националния отбор се нарежда на трето място във вечната ранглиста.

## Успехи
Порто
- Примейра Лига (3): 1987–88, 1991–92, 1992–93
- Купа на Португалия (3): 1987–88, 1990–91, 1993–94
- Суперкупа на Португалия (2): 1991, 1994

 Парма
- Купа на УЕФА (1): 1994–95

 Барселона
- Примера дивисион (1): 1997–98
- Купа на краля (2): 1996–97, 1997–98
- Суперкопа де Еспаня (1): 1996
- Купа на носителите на купи (1): 1996–97
- Суперкупа на УЕФА (1): 1997

 Лацио
- Серия А (1): 1999–00
- Суперкупа на Италия (2): 1998, 2000
- Купа на Италия (2): 1999–00, 2003–04
- Купа на носителите на купи (1): 1998–99

 Португалия
- Световно първенство по футбол за младежи (1): 1989
- Европейско първенство по футбол
  - Финалист (1): Евро 2004